# Aguardiente
Aguardiente es un término genérico para designar a una bebida alcohólica destilada de un fermentado alcohólico. Existe una gran variedad de sustancias orgánicas agrícolas, cuya pasta o jugo fermentado es usado para su extracción, tales como frutas, cereales, hortalizas y granos. En su acepción específica en español, el término implica el origen típicamente iberoamericano de este tipo de bebida.
Los aguardientes provienen de multitud de plantas ricas en sacarosa, que es el elemento esencial en la elaboración de la bebida (ya que a partir de esta surge el etanol), siendo en principio el aguardiente alcohol diluido en agua. Toma así el aguardiente su nombre de «Aqua» y «Ardiente» del latín «Ardens», lexema «Ardie», refiriéndose a su bajo punto de inflamabilidad, aunque también se dice que el nombre se debe a la sensación propia de la sustancia líquida alcohólica al ser ingerida. «Aguardiente» puede referirse prácticamente a cualquier bebida alcohólica obtenida por destilación, pero el nombre se aplica sobre todo a aquellas que poseen entre un 30 % y un 59 % de grado o volumen de alcohol (véase graduación alcohólica).
Si bien la aparición de la elaboración de bebidas destiladas se relaciona con el uso de alambiques y alquitaras por alquimistas árabes en la antigüedad, los métodos de destilación no se desarrollaron completamente hasta finales de la Edad Antigua y principios de la Edad Media. La fabricación de bebidas destiladas se extendió por toda Europa y el resto del mundo, dando paso a una gran variedad de sabores, colores y aromas, que se dan en función del tipo de destilación, de la materia prima destilada y de los diferentes aditivos. Estas propiedades cambian de una cultura a otra de acuerdo a las costumbres, así como el uso mismo del término aguardiente.

## Terminología
El Diccionario de la Real Academia Española define «aguardiente» como:

Bebida espirituosa que, por destilación, se obtiene del vino, de la fruta y de otras sustancias.

El «Diccionario teórico, práctico, histórico y geográfico de comercio», Tomo 1, 1839:

AGUARDIENTE. Licor espirituoso, fácil de inflamarse, que se saca del vino, de la cerveza, de la cidra y otros líquidos por la destilacion. El azúcar, la melaza, las frutas, los granos y todo lo que es susceptible de fermentacion producen un aguardiente mas ó menos bueno.

En español, el concepto suele utilizarse de forma intercambiable con los términos «licor» o «espirituoso».

## Historia
En la Antigüedad ya se conocía el arte de destilar, si bien era usado en perfumería pero no para obtener bebidas alcohólicas. El arte de destilar irrumpe en la cultura occidental de mano de la cultura árabe medieval a través de España. Alambique es una palabra árabe, lo mismo que alcohol, términos que han pasado a las lenguas europeas. Los nombres de otros inventos árabes, como el azúcar, pasan a las lenguas europeas sin el artículo: sucre, Zucker, sugar, zucchero, etc. En latín clásico no existe una palabra para designar el alcohol. Solo en el latín medieval tardío comienza a ser llamado spiritus vini, evitando latinizar la palabra alcohol.
La introducción del arte de elaborar bebidas alcohólicas destiladas, o al menos su difusión, se atribuye (probablemente de manera equivocada) a Arnau de Vilanova (1240-1311), a quien se atribuye la traducción de una obra que se titula Elixir de vinorum mirabilis specierum et artificiatum vinum. Se conjetura que junto con su discípulo Raimon Llull, en busca del elixir de la vida o elixir de la eterna juventud, decidieron experimentar vaciando una cántara de vino en el alambique para extraer su esencia; el resultado fue un agua clara incolora, que parecía demostrar que, en efecto, era el agua de la vida debido a la euforia que se experimentaba tras su deglución; además de Agua de vida, también se le denominaba Aguar Ardiente debido a su baja inflamabilidad. Al final se le bautizó como Kohol; tiempo después descubrirían la insalubridad de los primeros y últimos vasos de la destilación, lo que se denomina cabezas y colas de la destilación. Si bien tanto a Vilanova como a Llull se les atribuyeron numerosas obras relacionadas con la alquimia, incluyendo las mencionadas, los dos condenaban enérgicamente la alquimia y puede decirse con certeza que tuvieron poco o nada que ver con estos descubrimientos. A Ezio Falconi se le atribuye el haber sido el primero en utilizar la palabra aqua vitae, expresión que sirve para designar el aguardiente en muchos idiomas. Estas son sus palabras: 

«El agua permanente o agua de oro prolonga la vida. Es por lo que merece ser llamada agua de vida»

 Su obra, se suele decir erróneamente, habría sido continuada por su discípulo, aún más famoso, Raimon Llull.
Durante los siglos siguientes, la producción técnica y elaborada de bebidas espirituosas estuvo controlada por la Iglesia en los monasterios, que eran los centros exclusivos de producción de aguardiente con una ciencia de elaboración sofisticada, guardando las técnicas de destilación, mezclas y envejecimiento conocidas, así como las que se iban descubriendo. Al pasar el aguardiente por diferentes lugares de Europa, tomó diferentes nombres, por ejemplo, en el gaélico escocés uisge-beatha (whisky).
Desde su descubrimiento y difusión, la elaboración del aguardiente se realizaba de forma empírica, con una peligrosa inexactitud que se dice dejó múltiples comunidades ciegas e intoxicadas por licor adulterado. Hasta el siglo XVIII, gracias a la invención del termómetro por el científico holandés Daniel Gabriel Fahrenheit (1686-1736), no se podía regular y supervisar legalmente la producción.
Bob Emmons afirma que el arte de la destilación se introdujo en México antes de 1544, fecha en que ya se elaboraba cerveza.
La destilación sufre una transformación decisiva con el invento, a comienzos del siglo XIX, del alambique de destilación continua, un aparato muy ingenioso que permite, merced a un sistema de platos situados en una columna, que los vapores entren de nuevo en contacto con el fermentado alcohólico para robarle más alcohol.
No puede hablarse propiamente de que una persona concreta fuese la inventora del sistema de destilación continua. Se mencionan Eduardo Adam, Coffey, Cellier Blomental, entre otros. Coffey solicitó una patente de su alambique en 1832. En el siglo XX se ha conseguido el alcohol absoluto, sin mezcla alguna de agua. Actualmente, la destilación ha avanzado de tal forma que es posible seleccionar mucho mejor que antes las sustancias que se desean separar. Una buena destilación es tanto o más necesaria que una buena materia prima.

## Clasificaciones

### Según la planta y el país de que proceden
Así, el aguardiente de caña, llamado genéricamente ron, se diferencia de otros aguardientes en que proviene de la caña de azúcar; el whisky procede de cereales, que dan lugar a distintas clases: el corn whiskey, del maíz; el llamado single malt, de la cebada sin mezcla de otros cereales; el tequila, del ágave azul; el mezcal, del agave rígida; el brandy y el pisco, de las uvas de la «Vitis vinífera»; el llamado Kirschwasser, de las cerezas; del arroz proviene el Sochu, etc. Muchos aguardientes no tienen un nombre específico, tal y como sucede con el aguardiente de sidra. Lo propio pasa con los aguardientes poco usuales, como los de la savia de ciertas palmeras, de hidromiel, etc. Solo cabe designarlos indicando su origen: aguardiente de sidra, de hidromiel, de palma, etc.
Establecida esa clasificación primaria, suele procederse ulteriormente en razón de países y ciudades. Los rones suelen clasificarse en dominicanos, jamaiquinos, cubanos, haitianos, puertorriqueños, etc. Lo propio sucede con los aguardientes de vino añejados: de Cognac, de Armagnac, de Jerez, catalanes, de Portugal, italianos, etc. En cada país suele haber distintas costumbres y criterios que proporcionan al correspondiente aguardiente sus rasgos distintivos.

### Según la parte de la fruta
Otra clasificación significativa lleva a dividir los aguardientes por la parte de la fruta utilizada en su producción. En el caso de los aguardientes de uva, por ejemplo, se divide entre aguardientes «de vino» y aguardientes «de orujo».
Tal división no puede aplicarse a todos los aguardientes, sino solo a aquellos que provienen de frutas carnosas, como las uvas, las manzanas o las peras. Tras pisarlas, para obtener ese mosto que, una vez alcohólicamente fermentado, se convierte en vino, en sidra o en perada, esos residuos también pueden fermentar alcohólicamente. El destilado obtenido de esos residuos alcohólicamente fermentados es lo que se llama «aguardiente de orujo» o simplemente orujo, si se trata de la uva, o bien «aguardiente de hollejos de fruta», que es la palabra más genérica. En el líquido que se destila es necesaria la presencia de al menos algunos de esos hollejos, para que el destilado pueda recibir el nombre de aguardiente de orujo o el de aguardiente de hollejo de fruta. El residuo de la caña de azúcar o «bagazo» no admite una fermentación alcohólica, seguida de destilación. Lo propio sucede con los residuos de cereales y otras materias primas, como las savias o la leche.

### Simples y compuestos
Por último, cabe dividir los aguardientes en las dos categorías mencionadas de aguardientes simples y aguardientes compuestos. Los simples no tienen una adición significativa de sabores distintos de los propios del aguardiente, mientras que los compuestos reciben una adición significativa de sabores provenientes de sustancias que no generan alcohol, como hierbas, semillas de anís, etc.

## Generalidades regionales

### Asia
De la lectura de libros y folletos sobre la cocina de Mongolia parece deducirse que arkhi, archi o arki, etc. es una expresión muy genérica, de la misma raíz que arrac, que sirve para designar cualquier bebida alcohólica de alta graduación y en consecuencia proveniente de destilación. Para distinguir el destilado de leche del destilado ruso llamado vodka, los mongoles hablan de shimiyn arki y los que no lo son, de arki mongol, es decir, de arrac mongol. El shimiyn arki suele ser de muy pocos grados, unos doce (12 %). La operación corre a cargo de los fabricantes y elaboradores de productos lácteos artesanales.
Airag, Ayran o Aiven, etc., lo mismo que chigee o chigi, al igual que kumis, parecen ser palabras aptas para designar el yogur con alcohol, pero todavía no destilado. Independientemente de la etimología de estas palabras y de su significado exacto,  en Mongolia se practica desde épocas remotas el arte de destilar yogures fermentados alcohólicamente. Ese aguardiente de yogur se puede denominar con razón «aguardiente mongol».

### Unión Europea
La posibilidad de añadir ciertas sustancias a la materia prima, o al destilado, plantea la necesidad de determinar hasta qué punto el aguardiente así tratado puede ser considerado como tal.
No se considera aguardiente el destilado resultante de haber macerado frutas en alcohol, es decir, destilar un «alcoholado». La legislación comunitaria contrapone «aguardiente de fruta» a «bebida espirituosa de frutos» para distinguir ambos destilados. Es distinto el sabor y carácter de la bebida resultante de haber destilado sidra que el sabor y carácter de la bebida resultante de haber macerado manzanas en alcohol, con o sin posterior destilación. En el caso de determinadas frutillas —como la frambuesa, el acebo, los arándanos y otras pocas— la legislación comunitaria tolera que se utilice la palabra «aguardiente», pese a que se trata de «una bebida espirituosa de fruto», pero ello debe ser aprobado en cada caso por un comité. Dice así:

“Podrán denominarse aguardiente de seguido del nombre del fruto, las bebidas espirituosas obtenidas por maceración, en proporción mínima de 100 kg de frutos por 20 litros de alcohol a 100% vol, de determinadas bayas y otros frutos como frambuesas, moras, arándanos y otros, parcialmente fermentados o no fermentados”.

 La razón es que es muy difícil obtener un fermentado alcohólico de las fresas. Con todo se exige la utilización de mucha fruta; por ejemplo, en el caso de la frambuesa, para elaborar un litro de aguardiente de frambuesa han de utilizarse nada menos que once kilos de frambuesas.
Para que la materia prima conserve el sabor, el resultado de la destilación ha de tener una graduación alcohólica en torno a los 80 grados de alcohol; es decir, el alcohol ha de estar poco rectificado. Las legislaciones exigen un máximo de destilación, según los diversos aguardientes, para que conserven las características peculiares de aroma y sabor propias de la materia alcoholígena de procedencia. A partir de los 96 grados, aunque todavía sea perceptible un leve sabor a la materia prima utilizada, el destilado deja de tener la consideración de aguardiente, para ser considerado simplemente alcohol. Lo propio de los aguardientes es conservar residuos —y por tanto sabor y características— del fermentado alcohólico objeto de destilación. Para los aguardientes, no se usa el moderno alambique de columna, que es capaz de destilar con facilidad a 96 grados, sino el alambique a la antigua, generalmente de cobre, llamado alquitara, que en inglés llaman Pot. Con todo, el destilado sale del alambique con graduaciones muy elevadas, en torno a los 80 grados. Como está prohibida la venta de bebidas alcohólicas de tan alta graduación, hay que añadir agua para expedirlo al consumo humano. Las legislaciones y costumbres fijan un máximo y un mínimo de graduación alcohólica para cada aguardiente. La banda oscila entre los 35 y los 45 grados (con excepciones). Generalmente, el volumen alcohólico figura en la etiqueta (del aguardiente).
La ginebra se elabora con etanol insípido al que se le induce sabor con gálbulas de enebro; y lo propio sucede con los licores anisados, tanto secos como dulces. Sin embargo, la llamada Oude Genever (es decir, ginebra a la antigua), propia de Holanda, ha de elaborarse con un aguardiente que proporciona sabor de cereal. La Oude Genever no se considera un aguardiente.
La adición de sustancias al destilado conduce a distinguir, tal como hacía el Estatuto de la Viña, del vino y de los Alcoholes, entre aguardientes simples y aguardientes compuestos. El primero es el aguardiente tal como sale del alambique; el segundo, el que es aromatizado o manipulado de diversas maneras, antes o después de la destilación o de la redestilación. En los aguardientes de vino está legalmente permitido añadir quercina y un colorante que, aunque denominado caramelo, no es dulce. Es más, el envejecimiento en roble propio de la mayoría de los aguardientes tiene, entre otras finalidades, la de proporcionar sabor. También es usual envejecer determinados whiskies en barriles que han contenido vino de Jerez para que aporte sabor. En la práctica no se expiden para el consumo humano aguardientes totalmente simples.
Todas las bebidas alcohólicas contienen agua y etanol. La adición de más agua o más etanol plantea problemas: algunas Denominaciones de Origen, como la de Cognac, solo permiten añadir agua destilada. Históricamente se ha usado té, tal como señala la Enciclopedia Espasa en la correspondiente voz. El agua plantea el problema de qué clase de agua ha de añadirse. El etanol puro plantea el problema de si cabe o no agregarlo y de en qué medida puede hacerse. En los whiskies es práctica extendida utilizar muy poco destilado de alquitara, al que se añade etanol puro proveniente de un alambique de destilación continua, junto con agua, ambos insípidos. En cambio, en los aguardientes de vino más tradicionales, como los de Cognac o Jerez, no se recurre a esa práctica.
El concepto de aguardiente no precisa que se trate de una bebida seca. Por lo general, las normas y consejos reguladores son contrarios a endulzar los aguardientes; hay excepciones como la Metaxá griega, que consiste en un aguardiente de vino endulzado. Que los aguardientes sean secos suele constituir una exigencia normativa; pero no se sigue, de ahí que el carácter seco de la bebida forme parte del concepto de aguardiente. Ciertamente, los aguardientes salen del alambique secos; pero desde el momento en que se prohíbe endulzar los aguardientes —y no otras bebidas alcohólicas—, se está subrayando que «aguardiente» poco tiene que ver con las ideas de «sequedad» o de «dulzor» de las bebidas. Tal dicotomía es de aplicación a las bebidas no alcohólicas. «Aguardiente» es precisamente aquello que muchas legislaciones y costumbres prohíben endulzar; la prohibición se da solo si es posible endulzar (en algunos casos). Las bebidas alcohólicas de alta graduación que no son aguardientes, suelen estar endulzadas, pero no siempre. Tal sucede con el anís, que tiene dos versiones: dulce, seco, y con la ginebra (que suele ser seca); también puede ser dulce, como la llamada Old Tom. Históricamente, hubo muchas ginebras dulces. El hecho de que un licor sea seco, no lo convierte en aguardiente. La sequedad es solo un elemento de tipicidad de los aguardientes, pues suelen ser secos.

## Tipos de aguardiente

### Aguardientes simples
Los más significativos del mundo occidental son cuatro:
1. El ron, emparentado a la cachaza, el llamado «aguardiente de caña» y el «ron de melazas».
2. El brandy: caben destacar, además de los de Cognac y Armagnac (Francia), el de Jerez (España), California (Estados Unidos) y el Pisco (Perú y Chile).
3. El whisky: sobresalen los de Escocia, los de Irlanda, el llamado bourbon basado en el maíz, los de Canadá, etc.
4. El tequila.

Menos extendidos universalmente son los muy variados aguardientes de fruta: cereza, manzana, albaricoque, entre otros, muy propios de la Europa central, los Balcanes y Armenia, aunque también se dan en la península ibérica, Irlanda, etc. Los obtenidos de savias de palmera o de arroz se consideran exóticos. Tal sucede con la tuba, el burí o el aguardiente mongol, que proviene de la leche. Suelen agruparse bajo la palabra arrac, cajón de sastre muy utilizado para designar los aguardientes exóticos.

### Aguardientes compuestos
La costumbre de anisar en algunos casos obedecía al deseo de disimular o sustituir su sabor. En la práctica pueden ser sustituidos con el llamado «sol y sombra»: mezcla de anís y brandy, hecha en el propio vaso o copa. También ha sido costumbre inducirles otros sabores o quitar su mal sabor mediante la adición de hierbas y aromas, como sucede con el licor Benedictino. Los benedictinos presentan dos versiones de su bebida, una mezclada con Cogñac —por lo que se llama B.B. Bénédictine, con brandy— menos dulce y otra que se llama simplemente bénédictine. La fórmula de esos licores de hierbas suele incluir algo de anís, aunque apenas perceptible. Los raki turcos, búlgaros, macedonios, albaneses, de tesalia y de la macedonia griega consisten en un aguardiente de vino anisado.
Actualmente para inducir sabores no se suele utilizar como base un aguardiente, sino alcohol puro e insípido; o lo que es lo mismo, el llamado «vodka para cócteles», que no pretende comunicar ni comunica sabor alguno salvo los propios del agua y del etanol. Los aguardientes compuestos van desapareciendo y todos los licores cuyo origen es anterior al invento de la destilación continua en el siglo XIX fueron aguardientes compuestos, pues no había manera de obtener alcohol puro e insípido. Solo se podía utilizar un aguardiente a base del licor.

## Principales aguardientes simples

### Aguardiente de pera
Los alemanes llaman a la pera Birne y a su aguardiente Birnenwasser o Birnenbranntwein. También se elabora en Suiza y en Francia. Su presentación más elaborada consiste en dejar crecer una pera dentro de la botella, para lo cual ha de aplicarse la botella al frutillo antes de que crezca. La botella produce un efecto invernadero. Los franceses suelen llamar a esa presentación poire d'Olive. Para hacer aguardiente es frecuente utilizar la variedad Williams, también conocida como Williamina, en marca registrada por la casa Morand, y la conocida como Barlett. Se trata de un aguardiente blanco de los que no necesitan envejecimiento.

### Aguardiente de ciruela
En España se suele usar Prunus spinosa L. con la que se elabora el Pacharán. Para elaborar aguardiente se utilizan casi exclusivamente dos variedades huertanas de la ciruela: la Prunus domestica var. insititia y la Prunus insititia var. Syriaca. En Alemania, el aguardiente de ciruelas, sin especificar la variedad, es llamado Pflaumenwasser o bien Zwetschenwasser y Zwetschgenwasser. En Austria se dice preferentemente Zwetschgenwasser. Si la variedad es la ciruela damascena, se suele especificar: Quetschwasser o bien Mirabellenwasser.
La bebida de ciruela llamada slivovitz o šljivovica es propia de la Europa central y los Balcanes. Se hace con ciruelas de Bosnia, enormes y dulces, llamadas Pozaga. También se encuentra escrito Pocegaca y Posegaca. El significado de slivovic se hace sinónimo de aguardiente de ciruela, es decir, cuando se habla de slivovic —o expresión semejante— referido a una bebida alcohólica, se sobreentiende que se hace referencia a un aguardiente de ciruela, sin necesidad de mencionar la palabra aguardiente. Rakia (o rakija) es el nombre con el que se conoce el aguardiente de ciruelas en Bosnia,  toda la región de los Balcanes y países como Eslovaquia, Chequia o Hungría.

### Aguardiente de serba
Se entiende por Alise un aguardiente de Alsacia, elaborado con bayas de betula (abedul).

### Aguardiente de manzana
A partir de la manzana hay, como con la uva, dos tipos fundamentales: aguardiente de sidra y aguardiente de orujo de manzana, el primero es más caro y apreciado. Con diez litros de sidra solo se obtiene apenas uno de aguardiente, lo cual trae como consecuencia que para hacer aguardiente se utilice sidra que no es apta como sidra de boca, pero no quiere decir que se trate de una sidra avinagrada o mala. En relación con el vino se distingue entre vino de quema, destinado al alambique, y vino de boca, destinado a ser bebido, bien como vino de mesa, o bien como vino de postre. Con la sidra sucede lo propio. De otro modo tendría un precio prohibitivo.
Un aguardiente referencia en Europa entre los aguardientes de sidra es el que se elabora en Calvados. Se envejece en roble y la diversificación del producto se hace en razón del envejecimiento. A veces, para referirse al aguardiente de orujo de la manzana se utiliza la expresión eau-de-vie de marc de sidre. Es más correcta la expresión eau-de-vie de marc de pomme, ya que el orujo de manzana es el resultado de pisar la manzana, independientemente de que tras pisarla, se haga sidra con el mosto resultante o no se haga, tomando el mosto como bebida. De las denominaciones comunitarias acogidas al apartado aguardiente de sidra y perada nueve corresponden a Francia y solo una a España: Aguardiente de sidra de Asturias. La denominación conjunta «aguardiente de sidra y perada» se debe a la costumbre de añadir perada a la sidra o bien pisar la manzana con algo de pera, para corregir la acidez. En vez de pera también pueden añadirse serbas. es decir, el fruto del serbal o peral de monte. También se elabora aguardiente de sidra en el País Vasco, con el nombre de Sagardoz, palabra vascuence que significa literalmente «aguardiente de manzana».
En Inglaterra la sociedad Bulmer’s Cider en el museo de la sidra de Hereford elabora un aguardiente de sidra, con el nombre genérico de cider brandy, denominado King Offa. Se hace con alambique a fuego directo y según una larga tradición. El Somerset Royal es elaborado en Somerset al estilo del Calvados.
En Estados Unidos, el aguardiente de sidra es conocido como applejack. La terminología utilizada para referirse a ellos es la propia del whiskey. Como el whiskey, es blended, es decir, con alcohol etílico añadido al aguardiente, cosa prohibida con carácter general en la Unión Europea. El Captain Apple Brandy es promocionado como straight, esto es, sin adición de alcohol insípido. En cambio Laird’s Applejack es presentado como blend, o sea, alcohol puro e insípido mezclado con un aguardiente joven, lo que le da un carácter más afrutado, aunque todos ellos, incluso los jóvenes, envejecen en madera de roble.

### Aguardientes de uva

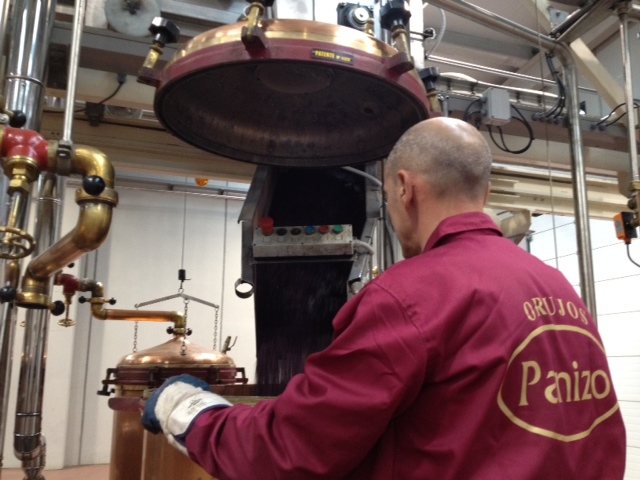

El aguardiente procedente del vino de uva es uno de los más conocidos y utilizados. Se puede dividir en distintos tipos.
El aguardiente de vino recién salido del alambique es traslúcido como el agua, como es el caso del pisco peruano, el singani o la grappa. Otros son añejados en barricas que le dan un color más oscuro, como el brandy, cognac y en muchos casos el pisco chileno.
Se le llama brandy al aguardiente de uva que pasa por un proceso de envejecimiento. Suele añejarse en barricas de roble y es entonces cuando adquiere su color marrón característico. También se le suele llamar coñac. Cognac es una denominación geográfica protegida, por lo que está prohibido usar comercialmente esa palabra para designar los aguardientes de vino que no procedan de esa región determinada (Cognac) en Francia.  Así pues, solo recibe el nombre de Brandy en los Países Bajos.
Si el aguardiente procede de la destilación de lías de vino en presencia de los orujos de la uva o solo de la destilación de los orujos de uva, se le llama aguardiente de orujo o simplemente orujo. En algunos lugares, como Canarias, también se conoce como Parra o Canna de parra.

### Aguardiente de cereal
La legislación comunitaria distingue tres denominaciones de venta en relación con los productos provenientes de la destilación de cereales: Aguardiente de cereales, Brandy de cereales y Whiskey. El «brandy de cereales» es considerado una clase de «aguardiente de cereal» especial. El whiskey, en cambio, no es considerado una clase de «aguardiente de cereales», porque en la denominación de venta whiskey se exige el malteado de los granos del cereal. El aguardiente de cereal, que no es whiskey, más conocido es el Korn típico de Alemania y hecho con trigo.
Del arroz se extrae el sake. A la bebida obtenida como consecuencia de la destilación del sake también se la llama sake. Ese destilado es usado para fortalecer el sake, sin sobrepasar nunca los 20 % vol. Se convierte así entonces el sake en un vino licoroso.
Actualmente se produce aguardiente de arroz en China, entre otros países orientales, con el nombre de Samshu. El Soju es propio de Corea. Muy parecido incluso en el nombre es el shochu japonés, con dos modalidades: el ko y el otsu. El primero está hecho con arroz, pero también con centeno, azúcar no refinado, batatas y maíz, por destilación de alquitara. El segundo en realidad está hecho con melazas como principal ingrediente.
En el lejano Oriente el cereal más utilizado para obtener aguardiente es el sorgo. El Sorghum bicolor (L.) o sorgo dulce es tratado como la caña de azúcar, exprimiendo su zumo. De ese zumo se puede obtener vino y aguardiente. El empleado para hacer la cerveza conocida como «opaca» es la variedad llamada «cafforum» del S. Sorghum vulgare Pers.
China es el primer país en destilar sorgo para bebidas. El más tradicional se obtiene a partir del grano, siendo los más famosos los conocidos como Maotai y Fen. El maotai se produce en la provincia de Guizhou, donde Maotai es el nombre de un pueblecito cercano al río Chishui en dicha provincia. Su prestigio está basado en el sorgo local. En toda China se cuentan por miles las variedades de sorgo. Al fen se le atribuye una antigüedad de 1500 años. Se elabora en la provincia de Shanxi. El Wuliangye está hecho en la provincia de Sichuan, con un 60 % de sorgo. El resto es dos clases de arroz, maíz y trigo. De la misma provincia y con los mismos componentes es el Jiannanchun, pero solo lleva un 40 % de sorgo. También se obtiene aguardiente a partir de la savia y de las melazas resultantes de la fabricación de azúcar de sorgo. Tal fabricación en China cuenta solo con unas décadas. El azúcar de la savia de sorgo —sacarosa, glucosa y fructosa en un 70 %— se resistió durante mucho tiempo a que los humanos pudieran cristalizarla.

### Aguardiente de cereza y de guinda
De las bebidas alcohólicas procedentes de la guinda quizá la más famosa sea el marrasquino de unos 30 o 35 % vol. El marrasquino es un aguardiente proveniente de una variedad de la guinda denominada marasca, con cuya producción algunas ciudades de Dalmacia —especialmente Zara— se hicieron famosas. Girolamo Luxardo se precia de elaborar il maraschino originale que se remonta a 1821 en Zara. El marrasquino de Dalmacia tradicional se producía mediante la fermentación de la fruta, desprovista de pepitas. Junto con la fruta se machacaban algunas hojas del propio árbol. La fruta que se utilizaba debía estar verde. Tras la fermentación se destilaba el conjunto, añadiéndole un poco de vino de esa fruta.
El aguardiente de cereza típico de la Selva Negra se elabora con cerezas negras silvestres, así como el Lapoutroie, así llamado porque se recogen en este pueblecito alsaciano del valle de Kaysersberg, entre Estrasburgo y Colmar. Puede haber menor o mayor presencia de cuescos triturados, según se quiera que resulte menos o más amargo. Existe en la actualidad una destilería autodenominada Maraska. Produce licores de fruta, entre ellos los que llama slivovitz, que está hecho con ciruelas azules, y kruskovac, de peras. Al aguardiente de guinda marrasca lo llama marraschino. Tales denominaciones se prestan a confusión. La casa Bardinet elabora un aguardiente de 40 % vol. al que llama Marrasquino; también otro, de la misma graduación, al que llama Kirsch. Los alemanes —lo mismo que los suizos— han ganado reputación elaborando aguardiente de cereza. De ahí que incluso en castellano a ese aguardiente se le llame Kirsch, que significa cereza. El Diccionario de la Real Academia Española da entrada a la palabra kirch, con la significación de aguardiente de cereza, quizá por influencia del Real Decreto de 22-XII-1908, que así lo determinó. Los alemanes distinguen entre licor de cerezas Kirschgeistdel aguardiente de cerezas: Kirschwasser.
En España los aguardientes de cereza más afamados provienen del Valle del Jerte, en Extremadura. Pero el aguardiente de cereza del Valle del Jerte 42 % vol. no se autocalifica de kirsch.

### Aguardiente de agave
Agave americana L. es la especie con la que se hace el Mezcal y el Tequila. Las variedades que sirven para elaborar el famoso Aguardiente de Tequila se llaman genéricamente Agave azul. El tequila toma su nombre de la ciudad de Tequila (Jalisco), famosa por producirlo. El mezcal no se produce en Tequila, sino principalmente en Oaxaca. Otros aguardientes provenientes del agave son el «bacanora» —proveniente de un agave muy pequeño—, así llamado en razón de la ciudad de Sonora llamada Bacanora. El «Raicilla», hecho de otro agave pequeño llamado lechuguilla, propio de Jalisco. Otro agave, Dasylirion wheeleri, da lugar al «Sotol», típico de Boquillos y Chihuahua. «Comiteca» es otro destilado del agave.
Las especies de agave con las que se hace el aguardiente llamado Mezcal son unas ocho. Sobre todo se usa, en un 80 por ciento de su producción, el Agave rigida Mill. El tequila adquiere personalidad y renombre como bebida a partir del año 1800; posteriormente el mezcal. Antes, todos esos aguardientes eran denominados genéricamente con el nombre de vino de mezcal. Estos dos aguardientes son imitados en muchos países, lo cual suele consistir en alcohol puro e insípido con un poco de Aguardiente de Maguey.
Existen otras bebidas fermentadas provenientes del agave, pero que no se obtienen por destilación (véase pulque). El mezcal no se obtiene del pulque debido a que este no es destilable, al contener ciertos polímeros. El mezcal suele presentarse con un gusano llamado «Juanito». El tequila nunca se presenta con gusano.
Se habla del licor de cocuy como de un destilado proveniente de raíces de Agave sisalana, propio de Venezuela, es decir, del Agave rígida (Mill), con el que habitualmente se hace el mezcal pero no exactamente. En realidad el Cocuy se hace con Agave cocui (Trelease).

### Aguardiente de caña de azúcar
El aguardiente de caña de azúcar puede obtenerse de subproductos de la industria azucarera o bien directamente del jugo de la caña. En la fabricación del azúcar se obtiene un primer subproducto llamado cachaza. Se genera antes de la cristalización del azúcar, como consecuencia de la clarificación del mosto. Con la cachaza se elabora el ron denominado «Cachaza». Brasil ha hecho famoso el ron de Cachaça o simplemente Cachaça. Una vez producida la cristalización del azúcar queda un residuo llamado melaza o melazas, en plural. La mayor parte del ron está hecho con melazas.
También puede obtenerse el ron directamente del jugo de la caña de azúcar. Ese ron es llamado Aguardiente de caña en contraposición al Aguardiente de melaza de caña. En Perú se le denomina yonke (yonque o llonque), cañazo o shacta. En Chile y el Cono Sur se la denomina simplemente caña, en zonas de Centroamérica y Sudamérica predomina la denominación aguardiente sin designar origen, pero en otros países como en España en las botellas suele hacerse constar la palabra «caña»: flor de caña, la mejor caña, caña escogida, etc. Los franceses llaman a este tipo de ron rhum agricole y bajo ese nombre se comercializa desde las Antillas francesas. El resto es en ocasiones designado despectivamente con el nombre de ron industrial. Suele ser más apreciado el ron de melazas, de sabor más pronunciado, que el de caña, aunque el de caña tiene sus adeptos.
El añejado en este tipo de aguardientes es opcional. En Venezuela, además de designarse como aguardiente, también se le denomina como caña clara o caña blanca (al igual que en Paraguay), la ínfima calidad de esta bebida lleva a que se la conozca coloquialmente como lavagallo. También es común que al aguardiente al que se denomina como «caña» sin ninguna otra explicitud (por lo general caña oscura) se la someta a un proceso de infusionado en distintos sabores ya sea orejones de durazno, drupas de butia o bayas de pitanga.
En México el charquis se elabora a partir de la caña de azúcar. Dentro de la botella de plástico se deja un pequeño trozo de la caña para confirmar su autenticidad y demostrar su procedencia natural.

## Principales aguardientes compuestos

### Con anís
La gran mayoría de los licores de anís tienen como base etílica un alcohol puro e insípido. Pero antes de la invención del alambique de columnas, que permite destilar a 96 grados, siendo el resto agua, no era posible. Más que de un licor de anís, se trataba de un aguardiente de vino anisado. Entre esos productores de aguardiente de vino anisado destacaron los pueblecitos serranos de Ojén, Rute y Cazalla. Por ese motivo se suelen incluir esos productos entre los aguardientes.
El «Pacharán» (patxaran en euskera) es un licor, cuyo contenido alcohólico está comprendido entre un 25 y un 30 % del volumen, obtenido por la maceración de endrinas, en aguardiente anisado, característico de las regiones de Navarra y Aragón. El Pacharán ya era bien conocido y bebido en Navarra desde la Edad Media.
También suele consistir en un aguardiente anisado la bebida conocida como raki, propia de Turquía. Hoy por hoy el ouzo de Grecia, el sambuca, mistrà, anisenne y tutone de Italia , el anisete y el pastis de Francia, el cristal de Argelia, así como la mayoría de anises de España, son en realidad fruto de la destilación continua de un alcohol obtenido de cualquier planta con un añadido de anís en su fase final.

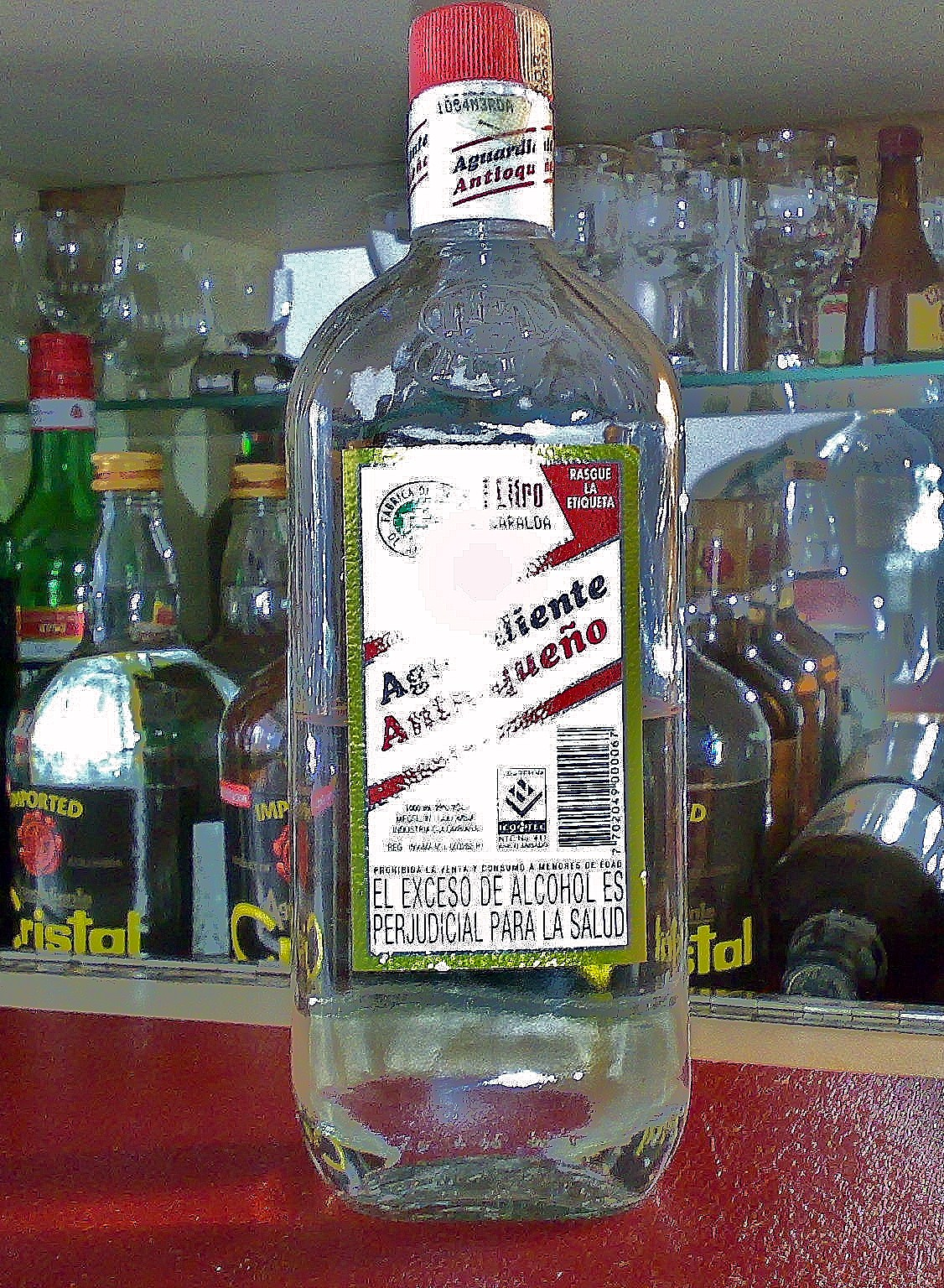
Aguardiente Antioqueño de Colombia.

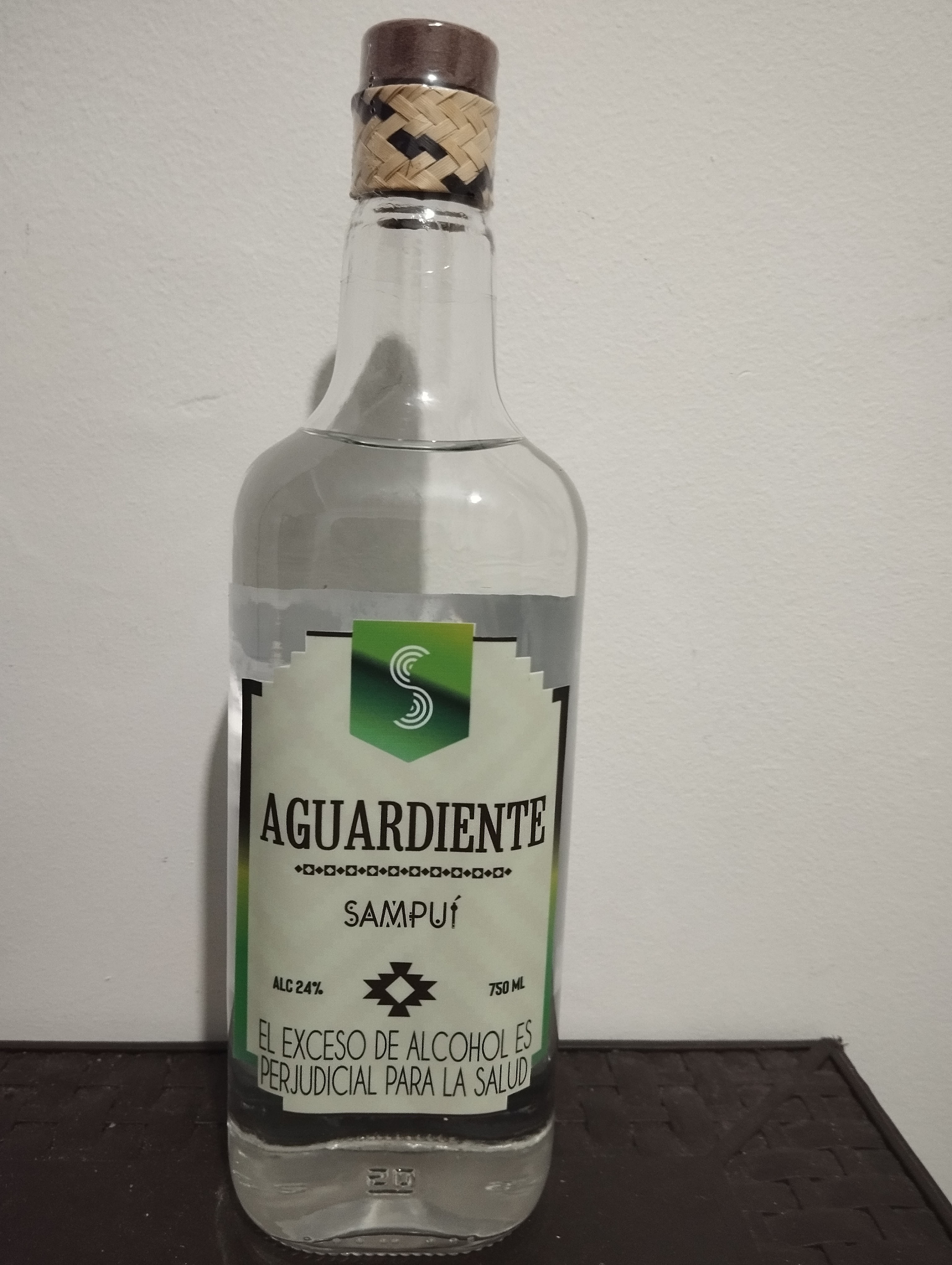
Aguardiente Sampuí de Sincelejo - Sucre - Colombia.

En Colombia, el aguardiente anisado es producido por las industrias licoreras de varios departamentos y es la bebida alcohólica de su género de mayor identificación cultural y consumo real en el país, además de ser exclusivamente la bebida a la cual ser refiere el término aguardiente, "Aguardiente colombiano" o guaro. Las principales marcas de aguardiente colombiano son: Blanco del Valle (Valle del Cauca), Antioqueño (Antioquia), Néctar (Cundinamarca), Nariño (Nariño), Del Putumayo (Putumayo), Extra del Caquetá (Caquetá), Quindíano (Quindío), Líder y Ónix Sello Negro (Boyacá), Llanero (Meta), Parrandero, Anisado y Caña del Magdalena (Magdalena), La Heróica (Bolívar), Sampuí (Sucre), Cristal (Caldas), Caucano (Cauca), Tapa Roja (Tolima), Doble Anís (Huila), Costeño y Coco Anís (Atlántico), Platino (Chocó), ICL Puro Colombia (Valle del Cauca); además, hay una nueva tendencia de aguardientes premium como Real (Antioquia), Centenario y Aguardiente Nectar Premium (en homenaje a Antonio Nariño) (Cundinamarca) Aguardiente Premium Cumbé (Quindio), Mil demonios (Magdalena), Júbilo (Armenia) y Origen (Valle del Cauca).
En 2006, el aguardiente fue nominado como símbolo cultural de Colombia en el concurso organizado por la revista Semana con el apoyo de Caracol TV, el Ministerio de Cultura y Colombia es pasión. En 2014 en el Salon Rojo del Hotel Tequendama de Bogotá, la Sociedad Colombiana de Ciencias Químicas y el ingeniero José Fernando Botero González establecieron para el mundo el Guinness Récord de la cata de aguardiente colombiano/Anís/Anisado más grande del mundo.
En Perú existe la tradición de la marca de anís Najar. Este macerado es parte de la tradición culinaria y del departamento de Arequipa. Es conocido como un excelente bajativo.

### Con nebrinas
La nebrina es el fruto del enebro, componente de muchas bebidas alcohólicas. Antes de que apareciese la destilación continua, todas las ginebras consistían en la inducción de sabores a un aguardiente bien de uva o bien de grano. Actualmente, en la llamada London Gin y en las ginebras denominadas simplemente ginebra no se usa aguardiente como base alcohólica, sino alcohol puro e insípido.
Sin embargo, en Holanda todavía se sigue elaborando ginebra a la antigua. La palabra Oude, que significa viejo y aparece en el etiquetado, no suele hacer referencia al envejecimiento de la bebida, sino a que está hecha a la antigua. La base es un aguardiente de cereales que le da un color levemente marrón. Para distinguirla de la ginebra, se la llama —incluso fuera de Holanda— Genever o Jenever. Corenwyn y Corenwinj son también ginebras a la antigua. Tienen un gusto aún mayor a cereal.

### Con alcaravea
El Diccionario de la Real Academia Española da la siguiente definición de Cúmel: «Aguardiente aromatizado con comino, de sabor muy dulce». Señala que procede de Kümmel, palabra alemana a la que atribuye el significado de comino. Se trata de una mala traducción, pues el cúmel se hace con alcaravea.

### Con leche
Los irlandeses son aficionados a presentar gran variedad de bebidas basadas en mezclar whisky con productos lácteos. En los años setenta apareció uno de gran éxito, el Bailey’s Irish Cream o simplemente Bailey’s. El mérito de este licor deriva de haber encontrado una fórmula para que la leche no coagule.
En Australia existe otra bebida similar llamada Conticream. Además de leche contiene chocolate. Bebidas de whisky con leche y con miel son muy frecuentes y aceptadas en las Islas Británicas.
En Chile existen preparaciones tradicionales de aguardiente con leche y sus derivados, entre las que destaca la llamada «cola de mono», a la que además se le agrega canela y café; y el Licor de oro el cual lleva en su preparación suero de leche.
En Bolivia tienen la ambrosía que es un preparado de singani (aguardiente de uva), azúcar y canela en polvo. Este preparado se coloca directamente bajo la ubre de las vacas y se toma inmediatamente después de ordeñar la leche. Asimismo existe el sucumbe, que es un preparado a fuego lento de leche singani, canela y huevo, bebida tradicional de las fiestas de San Juan.

### Con hierbas
Hay muchos aguardientes aromatizados con hierbas, anteriores a la invención de la destilación continua al vapor, que permite sustituir el aguardiente por un alcohol neutro puro e insípido. Algunos se presentan como compuestos de muchas hierbas escogidas. Algunos sabores provienen efectivamente de hierbas; otros, de otros productos botánicos, cultivados y silvestres. La adición de hierbas al aguardiente parece provenir, casi siempre, de la necesidad de mejorar el mal sabor del aguardiente. Esa combinación de sabores aspira a resultar —en terminología del vino— equilibrada; es decir, a que un sabor no se sobreponga a otros. Suelen llevar un poco de todo: un poco de angélica, un poco de corteza de naranja, un poco de anís, etc. Los licores de hierbas son más difíciles de hacer que los de frutas, pues las hierbas —junto con los sabores deseados— suelen comunicar también sabores desagradables. Hoy día suelen utilizarse aceites esenciales, pues existen de prácticamente cualquier planta: hisopo, mejorana, menta, genciana, anís, nebrina, tomillo, etc.
Son famosos los aguardientes aromatizados con hierbas de origen conventual, como el de la Grande Chartreuse basada en esas artemisas típicas de Saboya llamadas «Genepí», en razón de esa zona de los Alpes saboyanos llamada Génépi o Genepy . Los benedictinos elaboraban en Fécamp el licor llamado Bénédictine, que al parecer fue inventado por el monje y yerbatero Dom Bernardo Vincelli en el siglo XVI. Los benedictinos presentan dos versiones de su bebida, una mezclada con brandy, por lo que se llama «B.B» (Bénédictine con Brandy) menos dulce, y otra que se llama simplemente Bénédictine, cuya duplicación se debió a que muchos aficionados consideraban que solo era demasiado dulzón y lo tomaban mezclado con brandy.
En el Monasterio también benedictino de Ettal, en Alemania, se produce el llamado Ettaler. En la Abadía de Lérius, en Languedoc, producen una versión del licor verde y amarilla, llamada Lerina. En la abadía de Monserrat, Cataluña, a este licor se le llama Monserrat aromes. Unas monjas clarisas estadounidenses hacen un licor de hierbas con sabor a miel, proveniente de un convento belga en Dirant, el Claristine. Los trapenses hacen Trappistine, que consiste en hierbas con aguardiente de vino. Capuchinos y carmelitas también hacen licores de hierbas.
La localidad de Spa, en Bélgica, vende como «Elixir de Spa» un producto de belleza para frotar el cuerpo y un licor de hierbas conocido como «Elixir de Spa» de 40 % vol. En las Islas Baleares tenemos las «Hierbas de Mallorca», «Hierbas de Menorca» y «Hierbas Ibicencas». En Bohemia se produce el Becherovka, que inicialmente fue un producto farmacéutico estomacal, hasta que se produjo como licor, dada la demanda.
En Polonia, de la «hierba de bisonte» —Hierochloe odorata L.— se prepara desde el siglo XVII un licor muy aromático en el que suele aparecer un bisonte, el Żubrówka. La Strega, que significa bruja, es licor muy conocido y antiguo procedente del Benevento. Al parecer su inventor fue Giuseppe Alberti en 1860 y está elaborado con sesenta y dos especies vegetales. También está el Centerba, que es un nombre genérico. Se autocalifica como licor Centerba una llamada latte di suocera —leche de suegra— que se presenta como proveniente de los piratas malayos y se elabora en Bérgamo; un ejemplo de casas productoras es Centerba Toro.
La voz Aiguebelle se refiere a un licor francés de 30 grados basado en unas cuarenta plantas, que envejecen en roble, creado por los monjes trapenses a base de alrededor de cincuenta hierbas, con versión verde y amarilla. La verde tiene mayor graduación alcohólica, como es costumbre en este tipo de bebidas. El Galliano es un licor amarillo y de un 35 % vol. que se fabrica cerca de Milán a base de muchas infusiones y destilaciones. En 1868, Francesco Averna lanzó al mercado un Amaro de gran éxito que lleva su nombre: Averna; la receta del Amaro Averna la había obtenido su padre Salvatore en el Monasterio del Espíritu Santo, en Sicilia.
Existen otros destilados con hierbas como la Mentuccia, de origen italiano, que está hecha al parecer con 100 hierbas, el Jägermeister, alemán, o la Vieille curé, francesa, que consiste en la maceración de ciento cincuenta hierbas en brandy.

### Con ajenjo
El Diccionario de la Real Academia española da a Absenta el significado de bebida alcohólica y a Absintio el de la planta con la que se confecciona. A ajenjo le da el significado tanto de planta como de bebida. En inglés la planta se llama wormwood mientras que se denomina a la bebida absinthe o absinth.

### Citas
1. 1 2  Real Academia Española (2023). «Diccionario de la lengua española: aguardiente». Consultado el 9 de enero de 2024.
2. 1 2  Boy, Jaime (1839). Diccionario teórico, práctico, histórico y geográfico de comercio, Tomo 1. Barcelona, España: Junta y Consulado de Comercio de Barcelona. p. 41.
3. ↑  Destillati e liquori, Milano, 1997, p. 10.
4. ↑   The book of tequila. A complete guide. Editorial Open Court, Chicago, 1997, p. 52.
5. ↑  Michael Jackson. Guía internacional del bar. Aguardientes. Aperitivos. Combinados. Licores(traducción española de Michael’s Jackson Pocket bar Book , 3.ª ed., Barcelona, 1994, ad vocem Absenta.).
6. ↑  «Vid.Reglamento (CEE) n.º 1576/89 del Consejo de 29 de mayo de 1989 Art I, n.º 4.».Ese reglamento ha sido sustituido por el n.º 110/2008 del Parlamento Europeo y del Consejo de 15 de enero de 2008, sin cambiar de criterio, que ahora se encuentra recogido en el Anexo I.
7. ↑  Cfr. Reglamento 1576/89 N.º 2.El Reglamento n.º 110/2008 Anex II, aumenta el número de frutillas.
8. ↑  Grossman, Harolds J. Grossman’s Guide to Wines, Spirits and Beers (en inglés) (3.ª ed edición). New York-London. p. 235.
9. ↑  Ley 25/1970 de 2 de diciembre, art. 25 y 34 (Estatuto Actualizado). Esta ley ya no está vigente, pero sigue siendo válido su aparato conceptual.
10. ↑  The pocket Guide to Spirits & Liqueus. A connoisseur’s Internacional Guide, Editorial: The Putnam Publishing Group, New York, p. 27 y 43.
11. ↑  Cfr. Reglamento (CE) n.º 110/2008 del Parlamento Europeo y del Consejo de 15 de enero, Anexo 2, n. 40.
12. ↑  Reglamento de comunitarioArt. 1, n.º 4, i) 1)
13. ↑  Juan Muñoz Ramos, Enciclopedia de los alcoholes”, Editorial Planeta, Barcelona, 1996, pp. 214-216.
14. ↑  Juan Muñoz Ramos, Enciclopedia de los alcoholes”, Editorial Planeta, Barcelona, 1996, p. 221.
15. ↑  Reglamento (CE) n.º 110/2008 del Parlamento Europeo y del Consejo de 15 de enero. Anexo II nn. 2 y 3
16. ↑  Moench. S.saccharatum (L.) Pers.
17. ↑  Diccionario de la lengua Española RAE. «Kirsch». Consultado el 8 de junio de 2013.
18. ↑  No debe confundirse el tequila con el Tiquira, bebida que proviene de la mandioca.
19. ↑  Ezio Falconi,  Distillati e liquori , Milano, 1997, 154.
20. ↑  Gutiérrez, Guillermo (7 de abril de 2021). «¿No quieres más confusión? Nombres del aguardiente de caña de azúcar en el Perú». Diamante Líquido. Consultado el 28 de abril de 2021.
21. ↑  Cazalla tiene rango de ciudad, pues en ella se llegaron a celebrar cortes, en tiempo de Felipe V.
22. ↑  Semana (24 de junio de 2006). «El aguardiente». Semana.com   Últimas Noticias de Colombia y el Mundo. Consultado el 5 de diciembre de 2023.
23. ↑  Gutiérrez, Guillermo (31 de marzo de 2021). «No es solo trago, es historia y tradición: cultura peruana y licores emblemáticos (segunda parte)». Diamante Líquido. Consultado el 28 de abril de 2021.
24. ↑   Guía internacional del bar. Aguardientes. Aperitivos. Combinados. Licores, Traducción española de Michael’s Jackson Pocket Bar Book , 3.ª ed., Barcelona, 1994.  Ad vocem “Bailey’s”.
25. ↑  Juan Muñoz Ramos,  Enciclopedia de los alcoholes, Editorial Planeta, Barcelona, 1996. p. 249.
26. ↑  Gordom Brown  L’art des alcools à travers le monde , Editorial Hachette, copiright 1996, Traduction de Claude Dovaz. Titre original  Classic Spirits of the World , p. 243.
27. ↑  Ezio Falconi,  Distillati e liquori , Milano, 1997, p. 162 .
28. ↑  Cfr. Gordon Brown, o. c. p. 237.